# Leonardo Bertone
Leonardo Bertone (ur. 14 marca 1994 w Wohlen bei Bern) – szwajcarski piłkarz grający na pozycji pomocnika, zawodnik FC Cincinnati.

## Życiorys

### Kariera klubowa
Jest wychowankiem berneńskiego BSC Young Boys. W czasach juniorskich trenował także w SC Wohlensee. W rozgrywkach Swiss Super League zadebiutował w barwach Young Boys 23 maja 2012 w wygranym 2:1 meczu z FC Basel. Do gry wszedł w 81. minucie, zastępując Josefa Martíneza. W 2018 roku zdobył wraz z klubem mistrzostwo kraju.
1 stycznia 2019 podpisał kontrakt z amerykańskim klubem FC Cincinnati, umowa do 31 grudnia 2020.